# Edward Michell
Edward Blair Michell, né le 6 décembre 1843 à Oxford et mort le 11 novembre 1926 à Londres, est un barrister, athlète amateur et écrivain.
Il est le fils de Richard Michell, principal de Hertford College, et d'Amelia Blair. Sa sœur, Mary Caroline, cause un scandale dans la bonne société britannique en épousant en secondes noces le troisième duc de Sutherland.
En 1856, il est admis à Winchester College. Il étudie ensuite à Magdalen College, l'un des collèges de l'université d'Oxford, où il pratique l'athlétisme, la boxe et l'aviron, remportant la Diamond Challenge Sculls en 1865 et 1866 et la Wingfield Sculls en 1866. En 1869, il rejoint le barreau de Middle Temple. Il suit des études de droit à Paris quand éclate la Commune et publie son témoignage sous le titre Siege-Life in Paris. En 1885, il est nommé conseiller juridique de Rama V, roi de Siam et publie un dictionnaire anglais-thaïlandais.

## Ouvrages
- A Short History Of Boxing
- Boxing and Sparring. The Art of Boxing
- Siege-Life in Paris (1871)
- Siamese-English Dictionary, For the Use of Students in Both Languages (1892)
- Fencing, Boxing, Wrestling (Badminton Library, 1893)
- The Art and Practice of Hawking (1900)